# SOE en Yougoslavie
Le Special Operations Executive (« Direction des opérations spéciales ») est un service secret britannique qui opéra pendant la Seconde Guerre mondiale dans tous les pays en guerre, y compris en Extrême-Orient.
À la suite de l’invasion allemande en 1941, le royaume de Yougoslavie est morcelé. En Croatie, il y a un substantiel mouvement en faveur de l’Axe, le Ustaše. Ailleurs, deux mouvements de résistance se forment : les royalistes Tchetniks conduits par Draža Mihailović, et les Partisans communistes conduits par  Tito.
Par l’intermédiaire du gouvernement royaliste en exil, la mission militaire (SOE) du général Fitzroy MacLean commence par aider les Tchetniks. Il devient évident que les Tchetniks sont moins efficaces, et même qu’ils coopèrent avec les Allemands dans certaines régions contre les Partisans. Après la conférence de Téhéran, le SOE inverse son soutien, en faveur des Partisans. Malgré des relations délicates pendant la guerre, on peut avancer que le support sans réserve du SOE est un facteur du maintien de la neutralité yougoslave pendant la guerre froide.